# Fionn O'Shea
Fionn O'Shea (Dublin, 2 de gener de 1997) és un actor irlandès. Ha protagonitzat les pel·lícules Handsome Devil i Dating Amber. A la televisió britànica és conegut pels seus papers a la comèdia de situació de Channel 4 Hang Ups de 2018 i a la minisèrie de la BBC Three i de Hulu Normal People de 2020.

## Biografia
O'Shea va assistir al Gonzaga College de Ranelagh, Dublín. Després va continuar la formació a la Visions Drama School.
El 2007 O'Shea va fer el seu debut cinematogràfic al curtmetratge irlandès New Boy, treball pel qual va rebre una nominació a l'Oscar al millor curtmetratge d'acció en directe. El 2009, va debutar al llargmetratge A Shine of Rainbows interpretant el paper d'un nen orfe. Entre el 2009 i el 2012 va aparèixer a Roy, una sèrie de televisió d'animació infantil irlandesa-britànica. El 2016 va interpretar a Ned Roche a la pel·lícula de comèdia i drama irlandesa Handsome Devil. A la 15a edició dels premis Irish Film & Television Awards, el 2018, va ser nominat com a Millor Actor en un paper protagonista. El 2018 va aparèixer a la sèrie britànica Hang Ups i a la minisèrie Innocent. El 2019 va tenir un paper secundari a la pel·lícula dramàtica The Aftermath, i el 2020 va protagonitzar Dating Amber i Normal People.

## Filmografia

### Cinema
- 2007. New Boy
- 2008. Hoor
- 2009. The Mill
- 2009. A Shine of Rainbows
- 2009. Free Chips Forever!
- 2016. The Siege of Jadotville
- 2016. Handsome Devil
- 2018. Earthy Encounters
- 2019. The Aftermath
- 2020. Dating Amber
- 2021. Cherry
- 2021. Wolf
- En producció. Dance First[3]

### Televisió
- 2009–2012. Roy (24 episodis)
- 2010. The Santa Incident
- 2010. Jack Taylor (episodi "The Priest")
- 2013. Jack Taylor: Priest
- 2014. The Centre (1 episodi)
- 2018. Innocent (4 episodis)
- 2018. Hang Ups (6 episodis)
- 2020. The Letter for the King (episodi "Storm Clouds Gather")
- 2020. Normal People (5 episodis)
- En producció. Masters of the Air

## Premis i nominacions
| Any  | Premi                                | Categoria                                           | Nominated work | Resultat  | Ref.        |
| ---- | ------------------------------------ | --------------------------------------------------- | -------------- | --------- | ----------- |
| 2017 | FilmOut San Diego LGBT Film Festival | Millor actor en un llargmetratge (premi del públic) | Handsome Devil | Guanyador |             |
| 2018 | Irish Film & Television Awards       | Millor actor protagonista                           | Handsome Devil | Nominat   | [ 4 ] [ 5 ] |
| 2018 | Irish Film & Television Awards       | Premi Millor debut                                  | Handsome Devil | Nominat   | [ 4 ] [ 5 ] |
| 2021 | Apolo Awards                         | Millor repartiment de conjunt                       | Dating Amber   | Nominat   | [ a ]       |
| 2021 | Irish Film & Television Awards       | Millor actor principal de llargmetratge             | Dating Amber   | Nominat   |             |
| 2021 | Irish Film & Television Awards       | Millor actor de repartiment de drama                | Normal People  | Guanyador | [ 6 ]       |